# Rafi ibn Hàrthama
Rafi ibn Hàrthama (àrab: رافع بن هرثمة, Rāfiʿ b. Harṯama) fou un militar i aventurer àrab que va disputar el govern de Khorasan al final del segle ix amb el safàrida Amr ibn al-Layth i altres pretendents.
Va servir els tahírides del Khorasan que van governar el Khorasan fins al 873 quan Amr ibn al-Layth, en qualitat de general del califa i com a lloctinent del seu germà gran Abu Yusuf Yaqub I ibn al-Layth as-Saffar, va conquerir Nixapur. Yaqub va rebre el govern de Khorasan i el 875 Amr era nomenat al govern d'Herat. El juny de 879, Yaqub, rebel al califat, va morir temps després de la batalla de Dayr al-Akul; l'exèrcit va aclamar al seu germpa Amr; un altre germà, Ali, va reclamar el poder, que no li fou concedit i va intentar revoltar-se sense èxit; aleshores Amr va oferir la seva submissió al califa que li va acceptar i li va retornar les províncies que abans havien governat els tahírides del Khorasan a Pèrsia oriental (Khorasan, Sistan i Kirman), i el Sind (nominalment), a les que va afegir Fars i Esfahan i la direcció de la shurfa (policia) a Bagdad i Samarra (octubre del 879). La Tārīḵ-e Sīstān diu que també se li va donar el govern de Gurgan i Tabaristan però a canvi d'un tribut d'un milió de dirhams a l'any. Mentre un senyor de la guerra a Khorasan estava guanyant terreny: Ahmad ibn Abd Allah al-Khudjistani, que servia copm a cap de les forces tahírides. Quan aquest fou assassinat per un dels seus guàrdies el 882 el poder va passar per decisió de l'exèrcit a mans de Rafi ibn Harthama, un altre general tahírida i cap del moviment fatimita al Khorasan (que tenia per califa a Muhammab ibn Ziyad). Rafi el 883 va fer aliança amb els samànides de Transoxiana. Les lluites al Khorasan van esdevenir complexes i hi va participar un general turc esclau, Abu Talha Mansur; les aliances es van fer i desfer diverses vegades, algunes amb suport del deposat Muhammad ibn Tahir o el califa.
Després de liquidar la revolta dels zandj, el regent Talha al-Muwàffaq va declarar a Amr fora de la llei el 885; Amr fou derrotat (886) per les forces del califa dirigides per Ahmad ibn Abd al-Aziz ibn Abi Dulaf, quan avançava cap a Bagdad, i va haver d'abandonar Fars; llavors fou destituït dels seus governs cosa que fou poc efectiva, ja que va seguir conservant Kirman i Sistan. El 885, 886 i 887 els safàrides van atacar Khorasan i van entrar finalment a Nixapur. Tant Rafi com el pretendent fatimita Muhammad ben Ziyad foren derrotats, aquest darrer en el seu intent de conquesta de Rayy (896), que pertanyia al califa abbàssida i l'emir safàrida va enviar a aquest diversos regals, segellant així la reconciliació amb el califat; els governs de Khorasan, Kirman, Sistan i Fars li foren retornats a canvi d'un tribut de deu milions de dirhams.
El 889 Rafi ibn Harthama, després de consolidar les seves posicions al Khurasan, va ocupar Gurgan que nominalment era part de la província de Khurasan però de fet pertanyia a l'imam alida Muhàmmad ibn Zayd (Muhammad ad-Daï ila-l-Haqq), el qual es va refugiar al Tabaristan i a la vora del Daylam. Rafi va enviar (890) tropes que van envair Daylam i va ocupar Čalus però foren envoltades per Muhammad amb l'ajut de Djustan III. El 890 Amr ibn al-Layth va trencar altre cop amb el califat i fou privat novament dels seus governs cosa que només fou efectiva al Fars. Després d'això Rafi va anar personalment al Tabaristan i Muhammad ibn Zayd es va haver de retirar cap al nord, al Gilan. Djustan III es va retirar cap a Talakan, perseguit per Rafi durant tres mesos, durant els quals el Daylam fou saquejat per la gent de Rafi. Finalment Djustan III va fer un acord de pau amb Rafi que incloïa la promesa de no tornar a ajudar a Muhammad i Rafi va deixar llavors el país per anar a conquerir Rayy i Kazwin. Però les coses no van anar bé per Rafi, perquè el nou califa Al-Mu'tadid (892-902) es va reconciliar amb Amr i li va concedir el govern del Sistan (que mai havia perdut) i el del Khorasan que estava en gran part en mans de Rafi. Aquest llavors va decidir fer submissió a Muhammad ibn Zayd al que va reconèixer el domini sobre el Tabaristan, i va conservar Gurgan però en nom de l'alida, rebent a canvi un exèrcit de quatre mil daylamites. Però el safàrida Amr ibn al-Layth va amenaçar a Muhammad i li va impedir de lliurar l'exèrcit a Rafi. El 896 Rafi va renunciar també al Gurgan a canvi de la promesa d'ajut contra Amr I, i al Khorasan, amb capital a Nixapur, va proclamar la sobirania de l'imam alida, però en fou ràpidament expulsat per Amr I ibn al-Layth.
Rafi ibn Harthama va fugir cap al Tabaristan i després cap a Coràsmia, on fou mort el novembre del 896.